# 士兵與大象
《士兵與大象》，是一部1970年代的蘇聯黑白電影。

## 劇情
《士兵與大象》的故事乃是基於真實事件：1942年，亞美尼亞計劃興建一座動物園，需要派人將一頭平平無奇的印度象從莫斯科的動物園運到亞美尼亞蘇維埃社會主義共和國首都埃里溫。
電影中的主角阿爾馬納卡是一名勇敢的蘇聯士兵，在第二次世界大戰中旬，他被要求把一頭大象從莫斯科運到埃里溫；但是，阿爾馬納卡運送大象的過程並不怎麼順利，那頭大象後來更被發現身處納粹德國首都柏林。阿爾馬納卡與大象穿越了數個邊境，途經不同的村莊和城鎮，也路過不少廢墟，幾乎走遍半個蘇聯。他也遇到不同的平民百姓，包括身處破屋的年輕德國婦女、身處被轟炸城市的瘋狂音樂家，還有一所只剩下數人的集體農莊的主席。

## 製作
這部電影有很多片段是在加里寧格勒的蘇維埃茨克取景的。電影中的雌性大象是一名「職業演員」，它名叫蘭戈，畢生曾在超過30部電影中演出；在參演《士兵與大象》時，蘭戈只有20歲，但它沒有被用於模擬砲彈爆炸的鞭炮聲響所嚇倒。一輛BMW 326亦曾在電影畫面中出現。
德米特里·克薩揚茨把他的意念告訴製片廠阿爾緬電影，製片廠起初對克薩揚茨的意念半信半疑；此外，克薩揚茨也得向官員解釋為甚麼要拍攝一頭大象。

## 反響
於《士兵與大象》中飾演蘇聯士兵的演員弗倫濟克·姆克爾強在1978年的全聯盟電影節獲得獎項:56。
《士兵與大象》在互聯網電影資料庫中獲評6.3分（滿分為10分，數據截至2015年8月）。有電影評論稱讚這部電影单纯動人，又不乏幽默感；這篇評論又認為，雖然那個年代的電影製作技術並不先進，但《士兵與大象》的畫面能夠帶來情感上的波動，是現代的大片難以做到的。

## 外部連結
- 互联网电影数据库（IMDb）上《士兵與大象》的资料（英文）
- YouTube上的Солдат и слон 1977